# Hoshino Gakki
Hoshino Gakki (星野楽器, lit. Hoshino Musical Instruments) é a proprietária das marcas das guitarras Ibanez e das baterias Tama.

## História
A companhia Hoshino foi fundada em 1908 por Matsujiro Hoshino originalmente como livraria Hoshino Shoten, que vendia principalmente livros e partituras, e então, graudalmente ao longo dos anos, também começou a importar instrumentos musicais para o Japão. Matsujiro foi sucedido por Yoshitaro Hoshino. De 1929 a Hoshino importou guitarras espanholas do Salvador Ibáñez é Hijos, residente em Valencia, cuja companhia foi comprada em 1933 pela Telésforo Julve, também de Valencia. Em 1935 a Hoshino iniciou a fabricação de seus próprios instrumentos de cordas, usando o nome Ibanez Salvador, depois abreviado como "Ibanez". A companhia teve uma pequena presença no mundo ocidental até o meio dos anos 60.
Em 1957 a Hoshino Gakki manufaturou o que seria considerado a primeira das guitarras Ibanez da era moderna. Em 1962, Junpei Hoshino, filho de Yoshitaro, abriu a fábrica Tama Seisakusho para fabricar guitarras elétricas e amplificadores. A fábrica Tama Seisakusho produziu uma linha de guitarras que incluiu clones de muitas guitarras populares, incluindo o modelo Dreadnought da Martin. Nessa época eles estavam fabricando também as baterias Star, disponíveis nos modelos Imperial ou Royal.
A Hoshino Gakki parou de fabricar guitarras na fábrica Tama Seisakusho em 1966 (mas continuou fabricando baterias), e de lá pra cá contratou fábricas de guitarras de fora, como a sua principal fábrica e a exclusiva do Japão, FujiGen, para fabricar guitarras. No final dos anos 50 e nos anos 60 os catálogos Ibanez apresentam algumas guitarras com designs agressivos e estranhos, fabricadas pela Guyatone, Kiso Suzuki Violin, e sua própria fábrica Tama.

## Linha do tempo
- 1908: A companhia Livraria Hoshino Shoten é fundada por Matsujiro Hoshino. Originalmente vendendo livros e partituras, eles gradualmente começaram a importar instrumentos musicais.
- 1929: A companhia Hoshino inicia a Hoshino Gakki Ten Inc. e começa a importar guitarras acústicas Salvador Ibáñez da Espanha.
- 1935: A Hoshino Gakki Ten inicia sua própria produção de guitarras espanholas da marca "Ibanez Salvador".
- 1945: A fábrica Hoshino Gakki Ten foi destruída pelas bombas da Segunda Guerra Mundial.
- 1955: A Hoshino Gakki Ten constrói sua nova sede em Nagoya, Japão, e direciona seus um negócios exclusivamente para a exportação.
- 1957: A Hoshino Gakki Ten começa a fabricar os primeiros modelos de guitarras Ibanez da era moderna.
- 1962: A Hoshino Gakki Ten inaugura a fábrica Tama Seisakusho.
- 1966: A Hoshino Gakki Ten começa a utilizar fabricantes de fora para fazer suas guitarras e amplificadores, mas continua a fabricar baterias por si própria.
- 1969: A Hoshino Gakki Ten começa a utilizar a fábrica de guitarras FujiGen Gakki para fazer a maioria das guitarras Ibanez. O logo do headstock das guitarras Ibanez é modificado de um logo em metal para um mais moderno logo em decalque.
- 1971: A Hoshino Gakki Ten inicia um canal de distribuição nos Estados Unidos chamado Elger, em Bensalem na Pennsilvânia, (um subúrbio da Filadélfia).
- 1972: A Hoshino Gakki Ten lança sua própria linha de pedais de efeitos Ibanez. Os pedais de efeitos da Ibanez foram licenciados pela Nisshin Onpa Company, que é dona da marca Maxon.
- 1974: A marca Tama é utilizada para as baterias produzidas pela Hoshino Gakki Ten.
- 1975: A Ibanez Iceman, um design de guitarra original da Hoshino Gakki Ten (Ibanez), Kanda Shokai (Greco) e da FujiGen Gakki é lançado.
- 1980: O nome Elgar é alterado para Hoshino USA Inc.
- 1981: A Hoshino altera o nome da companhia de Hoshino Gakki Ten para Hoshino Gakki e inicia a Hoshino Gakki Mfg (baseada na TAMA Seisakusho).
- 1982: A Hoshino Gakki inicia a Hoshino Gakki Hanbai para o mercado doméstico japonês.
- 1987: A Hoshino Gakki inaugura o escritório Hoshino em Los Angeles.
- Late 1980s: A Hoshino Gakki começa a utilizar fabricantes coreanos além das fábricas japonesas, e nos últimos anos também utiliza fabricantes de guitarras chineses e indonésios.
- 1990: A Hoshino Gakki inicia a divisão Hoshino (U.S.A.) em Los Angeles.
- 2005: A Hoshino Gakki inaugura o Escritório Representativo Qingdao, na China.